# Paralucia spinifera
Espèce
Statut de conservation UICN

 EN B1+2c : En danger
Le Cuivré de Bathurst (Paralucia spinifera) est une espèce de lépidoptères (papillons) de la famille des Lycaenidae, de la sous-famille des Theclinae ou de celle des Lycaeninae, et du genre Paralucia.
C'est un des papillons australiens parmi les plus rares, il est considéré comme en danger et il fait l'objet de mesures de conservation de son habitat.

## Dénomination
Paralucia spinifera a été nommé par Edward David Edwards et Ian Francis Bell Common en 1978.

### Nom vernaculaire
Il se nomme Bathurst Copper en anglais.

## Description
Le dessus est de couleur cuivre à reflets verts métalliques prédominants aux postérieures dont la bordure est festonnée. Le revers est gris clair orné de taches grises bordées de noir.

## Biologie
Les chenilles sont soignées par les fourmis Anonychomyrma itinerans.
Il vole d'août à novembre.

### Plantes hôtes
Sa plante hôte est Bursaria spinosa.

## Écologie et distribution
Son aire de répartition est limitée à l'Australie, où il n'a été trouvé que dans 39 sites, près de Bathurst,.

### Biotope
Les lieux où croissent les Bursaria spinosa dans les zones au-dessus de 900 mètres.

## Protection
Sur le Red Data Book il est noté EN (en danger)
Il fait l'objet de mesures de conservation de son habitat.